# Малый зуёк
Ма́лый зуёк, или малый галстучник (лат. Charadrius dubius), — вид птиц рода зуйки (Charadrius) из семейства ржанковых (Charadriidae).
Небольшая птица крупнее воробья, обитающая на песчаных или галечниковых побережьях рек и озёр, иногда вдали от воды. Перелётная птица.

## Внешний вид
У взрослых птиц окраска верхней стороны тела буровато-серая, нижняя сторона тела белая, на зобе имеется поперечная полоса чёрного цвета. Темя черноватое, на лбу широкая чёрная полоса, ограниченная сверху тонкой белой полосой и проходящая через обведённые жёлтой каймой глаза. Ноги трёхпалые,тускло жёлтые или красноватые. Молодые птицы в юношеском наряде сверху серовато-бурые с бледно-охристыми предвершиными каёмками на каждом пере. Чёрной полосы поперёк темени нет.

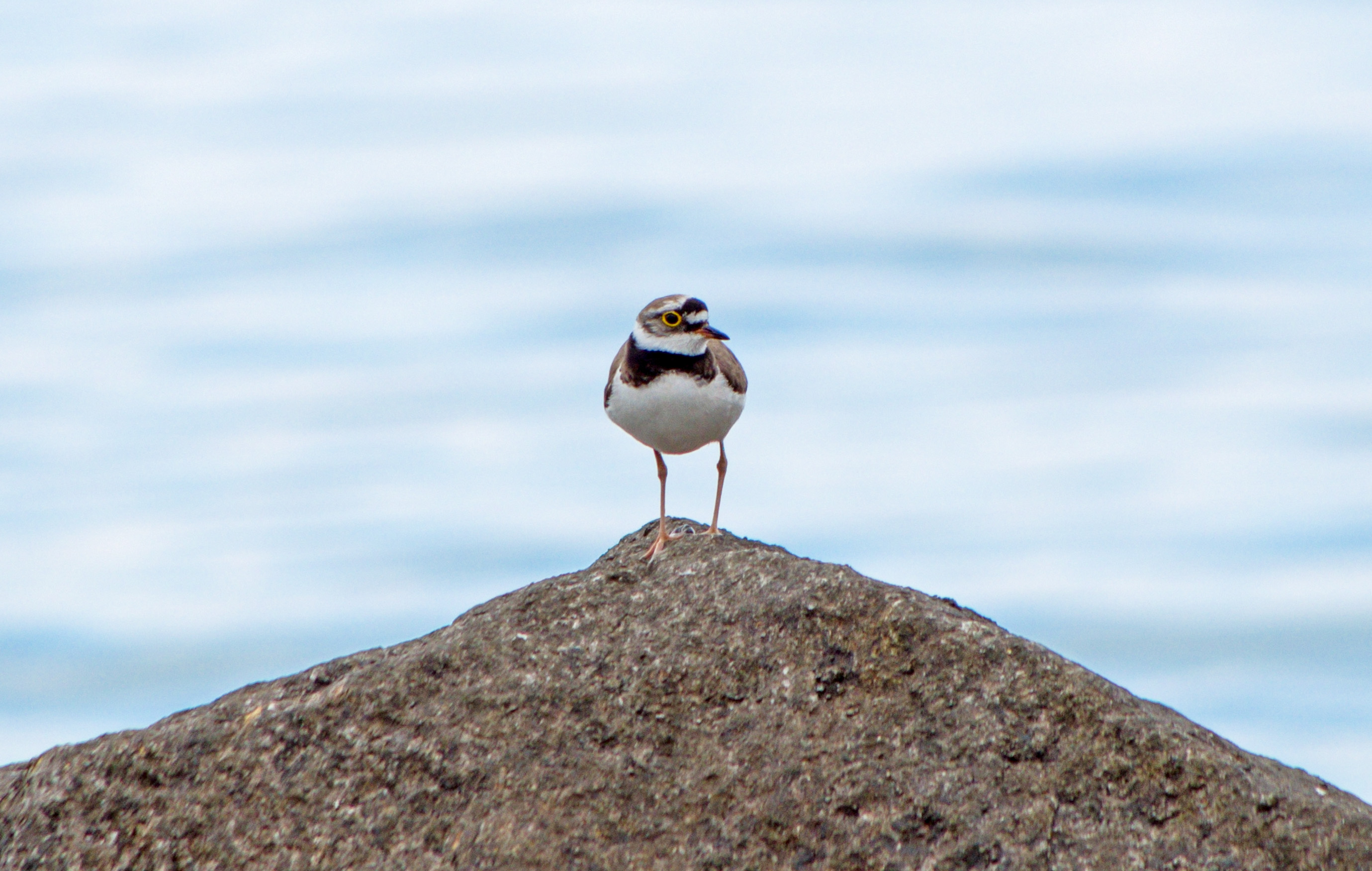
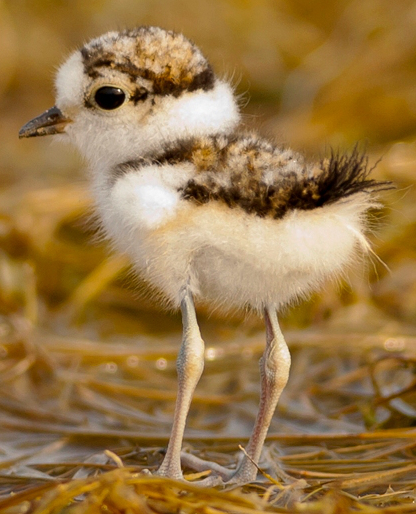
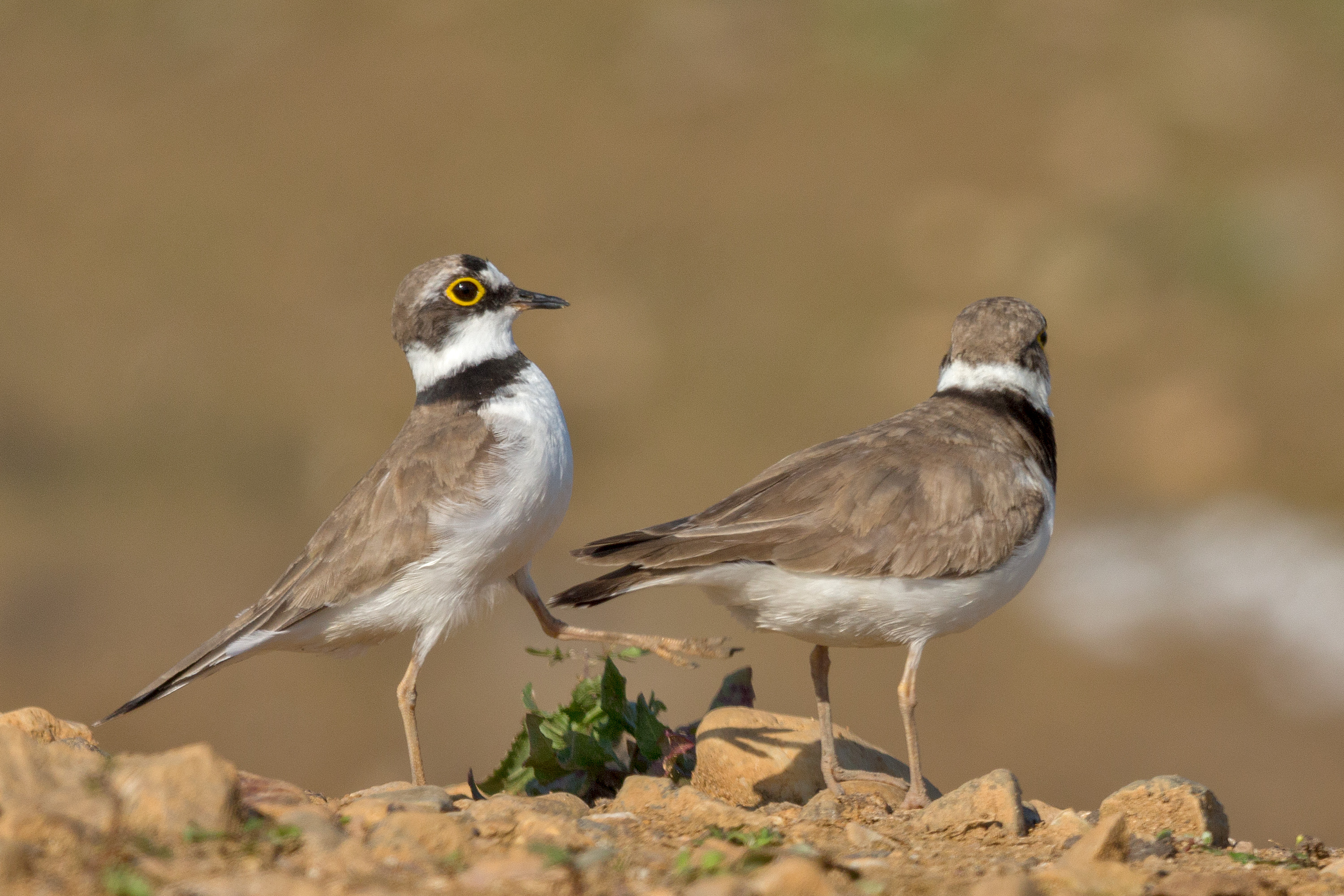

## Размножение
На местах гнездования появляется относительно поздно: на юге ареала в конце марта, в средней полосе в конце апреля или в начале мая, на севере — в конце мая или в начале июня. Самцы после прилёта занимают большие, площадью до 1 га, индивидуальные территории и начинают токовать. Самец токует, летая над своим участком на небольшой высоте. При ухаживание за самкой самец подходит к ней, приняв специфическую позу (оперение на груди встопорщено, голова втянута в плечи), затем внезапно выпрямляется, вытягивает шею и начинает быстро перебирать ногами, при этом медленно продвигаясь вперёд. После этого нередко происходит спаривание. Гнездится по песчаным и галечным берегам и отмелям рек и озёр, среди дюн, на сухих грязях, реже на берегах солёных речек, в солончаках,в антропогенном ландшафте. Самец изготавливает несколько гнездовых ямок, из которых одна становится гнездом. Гнездо зуйка выглядит как неглубокая лунка в грунте со скудной выстилкой из мелких камешков, щепок, обломков раковин или вообще без выстилки. Самка откладывает 4 или изредка 3 яйца. Окраска яиц от бледно-палевой до песчаной, с бурыми или чёрными крапинами и точками. Насиживают самец и самка поочерёдно в течение 22-26 дней. В случае разорения гнезда в большинстве случаев гнездятся повторно.

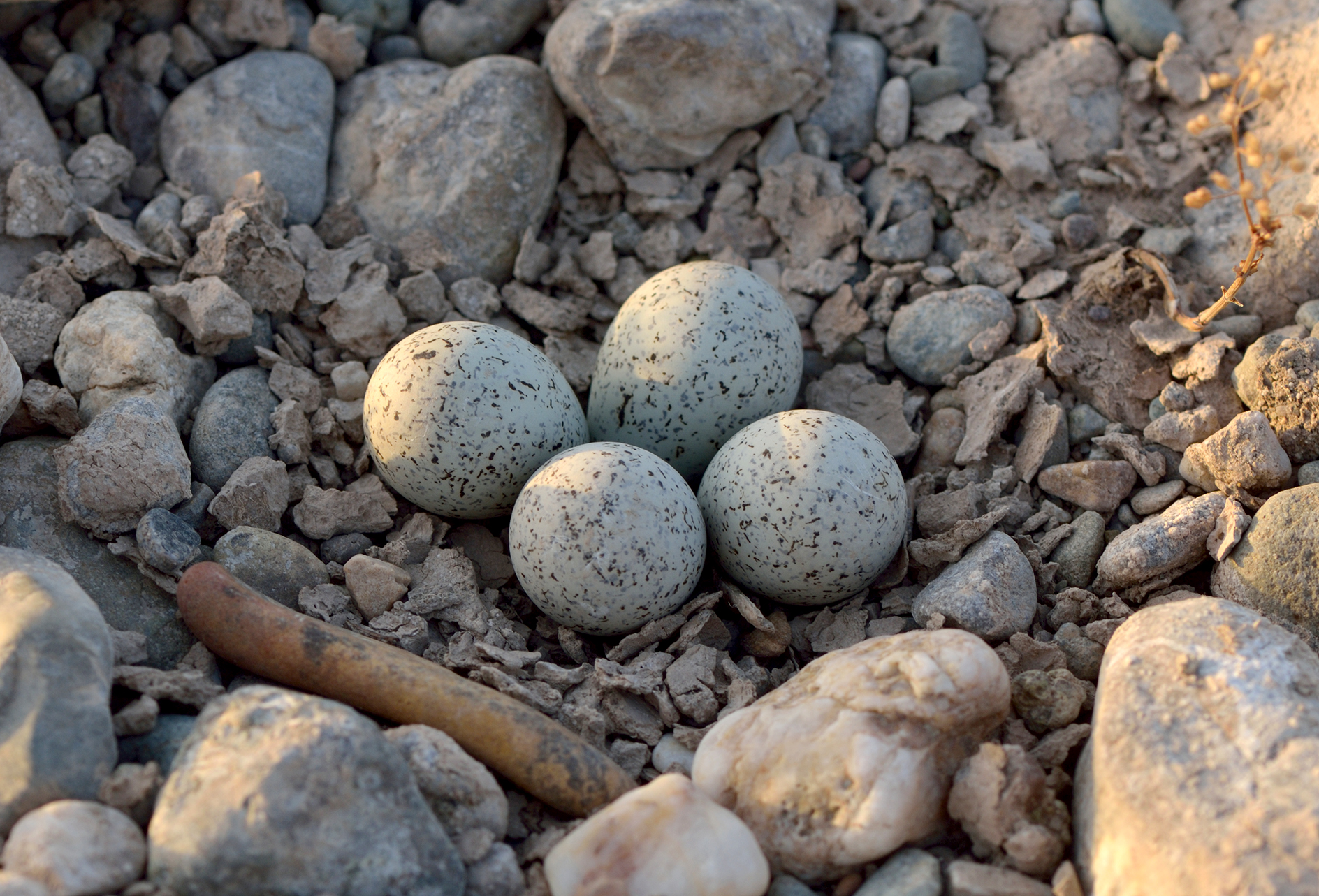
Гнездо малого зуйка с кладкой
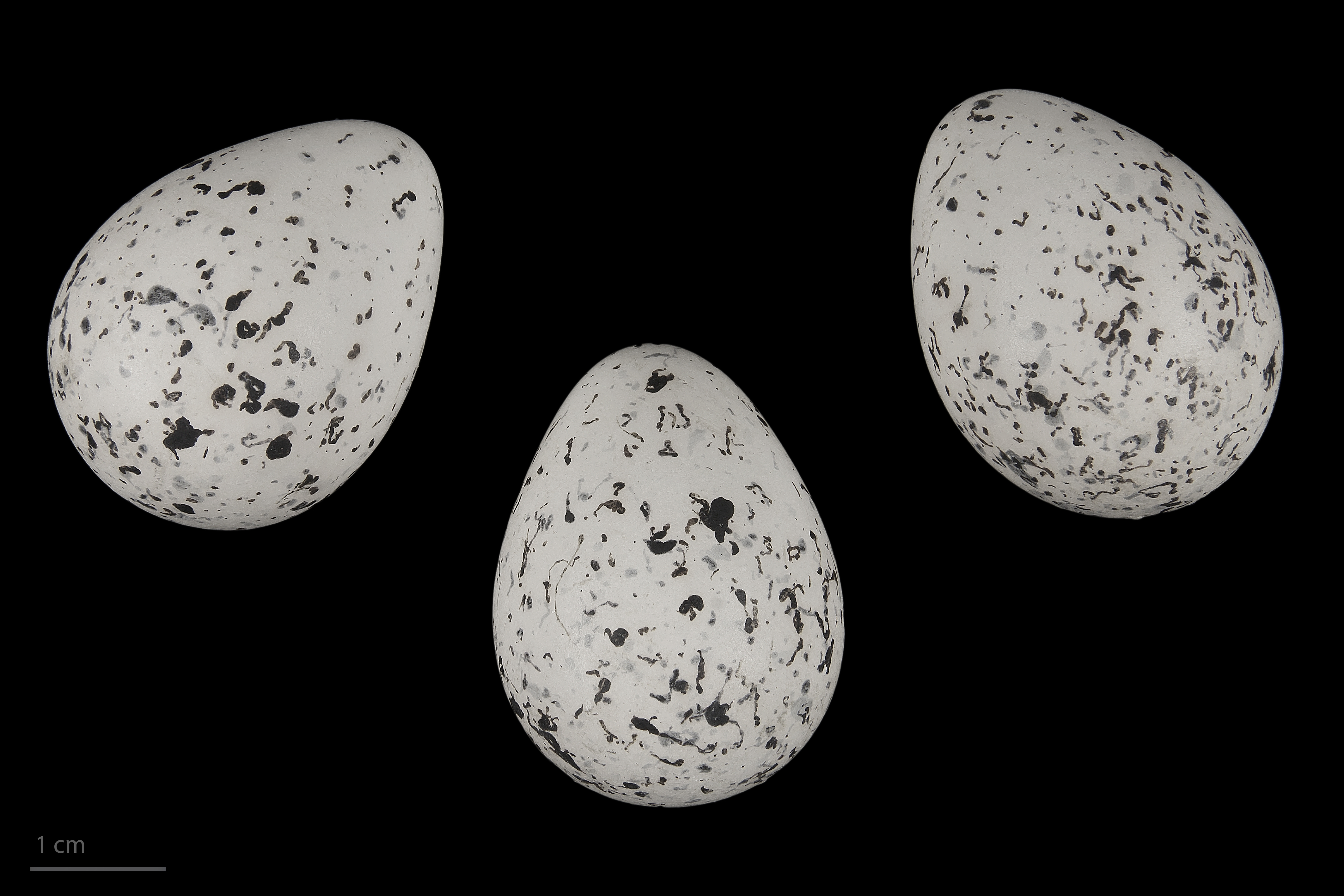
Яйца в коллекции Тулузского музея